# Alan Virginius
Alan Virginius (* 3. Januar 2003 in Soisy-sous-Montmorency, Val-d’Oise) ist ein französischer Fußballspieler. Er steht beim Erstligisten OSC Lille unter Vertrag und ist Juniorennationalspieler Frankreichs. In der Saison 2024/25 ist er an den BSC Young Boys ausgeliehen.

## Karriere

### Verein
Alan Virginius ist in Soisy-sous-Montmorency im Ballungsraum von Paris geboren und begann mit dem Fußballspielen beim lokalen FC Soisy-Andilly-Margency. 2018 trat er – nach einem einjährigen Intermezzo bei Entente Sannois Saint-Gratien aus dem nahegelegenen Saint-Gratien – dem Nachwuchsleistungszentrum des Zweitligisten FC Sochaux bei und gab am 19. September 2020 im Alter von 17 Jahren sein Debüt als Profi in der Ligue 2, als er beim 2:2 gegen AF Rodez zum Einsatz kam. Sein erstes Tor schoss Virginius am 5. Dezember 2010 beim 1:1 gegen die AS Nancy, als er den Treffer zur 1:0-Führung erzielte. In seiner ersten Saison im Profifußball kam er zu 15 Einsätzen und schoss drei Tore. In vier Partien, in denen er in der Startformation stand, wurde Alan Virginius als rechter Außenstürmer oder als Mittelstürmer eingesetzt. In der folgenden Saison etablierte sich Virginius dann zum Stammspieler und stand in 31 Ligaspielen sowie den beiden Relegationsspielen gegen den Paris FC sowie AJ Auxerre auf dem Feld und erzielte dabei fünf Tore. Im August 2022 gab dann Erstligist OSC Lille die Verpflichtung des Flügelspielers mit einer Vertragslaufzeit bis 2027 bekannt. Virginius debütierte dort am 3. Spieltag bei einer 1:7-Heimniederlage gegen Paris Saint-Germain, als er in der 59. Minute für Gabriel Gudmundsson eingewechselt wurde.
Im Sommer 2024 wechselte er auf Leihbasis für ein Jahr zum BSC Young Boys.

### Nationalmannschaft
Alan Virginius absolvierte im Jahr 2019 für die französische U-16-Nationalmannschaft sechs Partien und schoss dabei zwei Tore. Für die U-17-Nationalmannschaft der Franzosen kam er 2019 ebenfalls zu einem Einsatz. Im September 2021 debütierte Vrginius dann bei der U-19-Auswahl und nahm mit ihr ein Jahr später an der Europameisterschaft in der Slowakei teil. Beim Turnier kam er in vier Partien zum Einsatz, erzielte drei Treffer und schied mit der Mannschaft im Halbfinale aus. Am 21. September 2022 debütierte Virginius dann in einem Testspiel für die französische U-20-Nationalmannschaft gegen Tunesien (0:0).